# Lago del Averno
El lago Averno o lago del Averno (en griego, aornos, «sin pájaros») es un lago de agua dulce del sur de Italia, en Campania, cerca de Nápoles. Tiene unos 3 km de circunferencia y ocupa el cráter de un volcán extinto. Virgilio, y la tradición literaria grecorromana lo consideraron por su aspecto tenebroso como una de las bocas del infierno.

## Etimología
La palabra Averno viene del griego αορνος (originalmente αϝορνος) cuyo significado exacto es ‘sin aves’. Este nombre viene dado por las emanaciones desde el interior terrestre de diversos vapores nocivos como son los sulfurosos y mefíticos. Al parecer estos gases hicieron que la vida en el interior del lago y en sus proximidades fuera casi imposible ya que todas las especies de pájaros perecían si se asentaban en el mismo.

## Localización

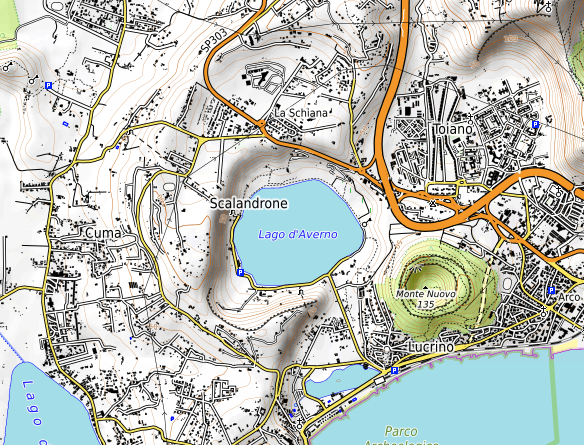
Lago del Averno (OpenStreetMap).

El lago Averno está situado en la zona sur de Italia, en la provincia de Nápoles y la región de la Campania. Se encuentra a escasos kilómetros de Pozzuoli en cuyo límite municipal se enmarca.

## Vulcanismo
Su cercanía a la zona de colisión entre las placas africana y euroasiática explica que el lago del Averno se encuentre asentado en un cráter volcánico semiextinto que de manera irregular expulsa pequeñas cantidades de gases peligrosos, puesto que la colisión entre dos placas continentales (como son las citadas) provoca un choque entre la litosfera que tienen cada una de las placas, formándose montañas o volcanes y produciéndose terremotos de no mucha intensidad.

## Historia
El lago, a pesar de conocerse desde hace miles de años, no alcanzó notoriedad hasta la colonización griega de Italia del Sur.
Los primeros exploradores y colonizadores griegos que se asentaron en la zona de Nápoles alrededor del siglo VII a. C. procedentes de la ciudad de Eubea lo descubrieron. Aun así apenas le prestaron atención, ya que no era un lugar propicio para el asentamiento. Los poetas y dramaturgos comenzaron a darle importancia artística ya que según la mitología, era el lugar en que se encontraba la gruta de la sibila de Cumas, la más fabulosa de todas, y donde habitaba la diosa griega del submundo: Hécate.
Esta idea del submundo no sólo no decayó con la llegada de los primeros romanos, sino que siguió en aumento gracias a poetas como Virgilio, que en la Eneida habló de cómo descendía Eneas al inframundo por una cueva cercana al lago. Se cree que la cueva por la que desciende es la misma que la que se decía que habitaba la sibila cumea.
En el año 37 a. C. el general romano Marco Vipsanio Agripa transformó el lago deshabitado en un puerto militar tras conectar con una obra canalizadora el lago con el mar. Al parecer en esta época las emanaciones no fueron ya tan fuertes si es que alguna vez existieron. La base y el lago en general pasaron a llamarse Portus Iulius o Portus Julius en honor al famoso general romano Julio César. Tras unos años de uso militar, el bloqueo de las canalizaciones provocó que el lago volviera a ser semiabandonado y retomara como nombre Averno.

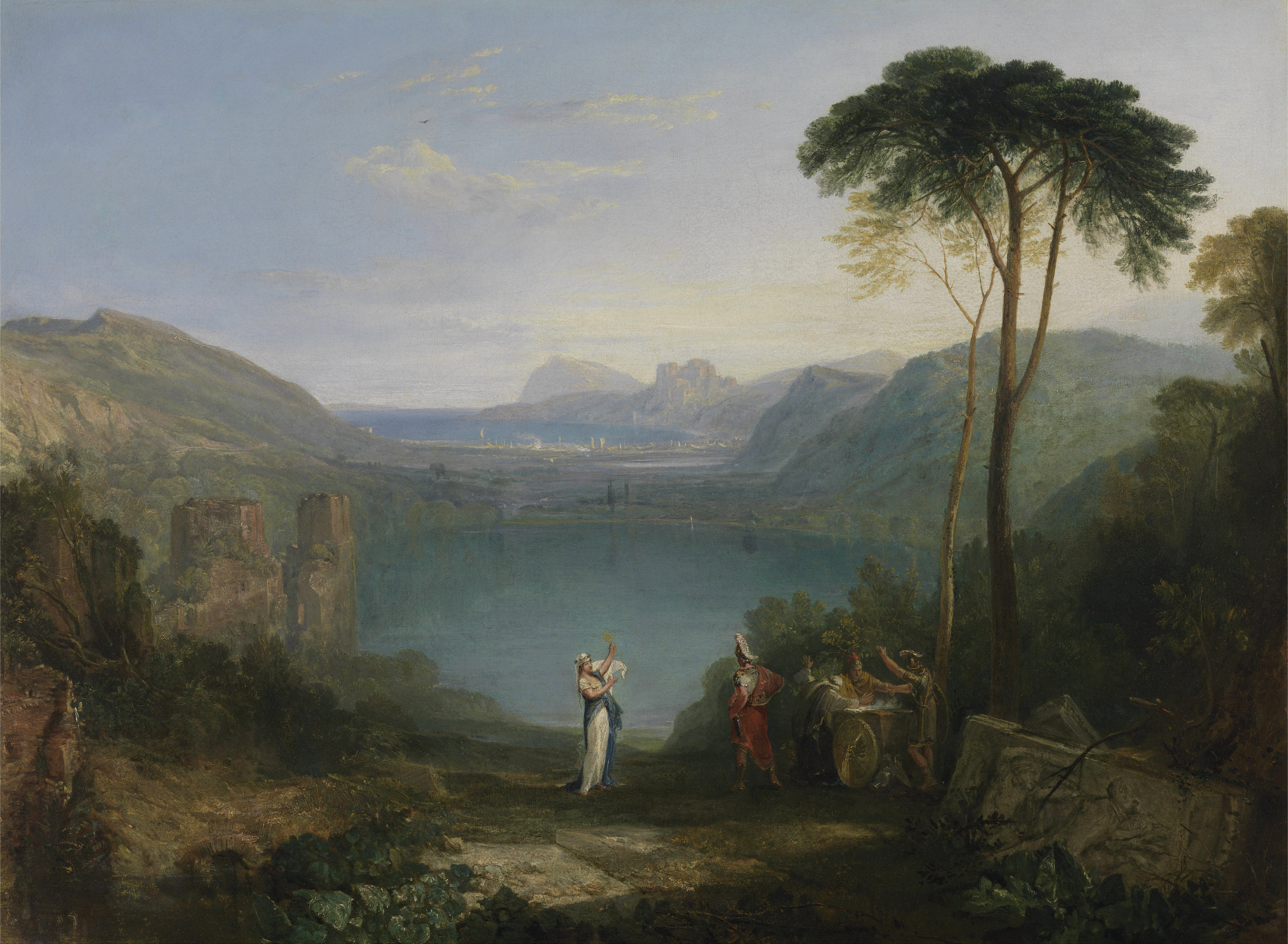
Sibila cumea / vegetación muerta.

Tras la llegada al Imperio romano de las creencias cristianas, los edictos de Milán y Tesalónica y la prohibición de adorar los ídolos paganos, la leyenda del lago se fue desvaneciendo poco a poco.
El lago contaba a su alrededor con algunas villas romanas y pequeños poblados. En sus inmediaciones se conservan las ruinas de un templo de Apolo.

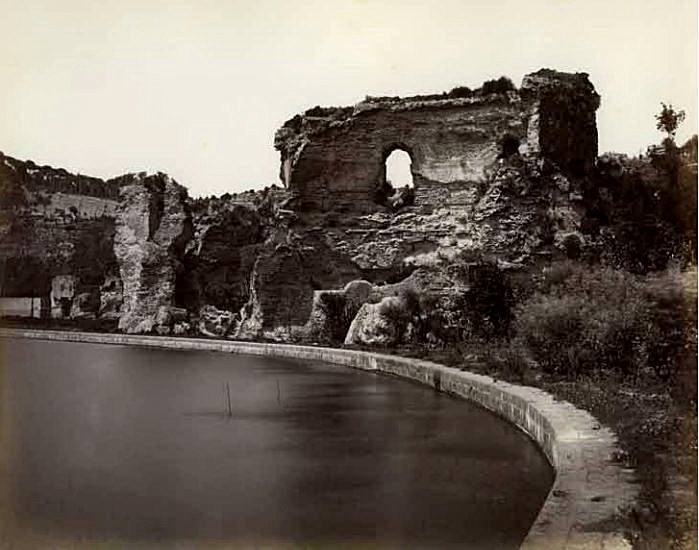
Ruinas del templo de Apolo en 1870.

La llegada de la Edad Media dejó atrás la tradición romana, haciendo que el lago se convirtiese, lejos del lugar de culto que era, en una gran plantación vinícola gracias a la abundancia de humus en los suelos volcánicos de la campiña italiana. 
A finales del siglo XVIII se construyó un nuevo canal hacia el mar. Durante este siglo y el siglo XIX, el lago y las ruinas fueron un motivo popular en la pintura paisajística romántica.
A partir del siglo XIX los arqueólogos, historiadores y, principalmente, los turistas hicieron que resurgiese el interés por este pequeño lago semidesierto. Así, hubo una pequeña época de prosperidad hasta la llegada de la Segunda Guerra Mundial durante la cual fue bombardeada la cueva de la sibila cumea y la de Cocceio provocando que esta segunda quedara destruida e incapacitada para el turismo.
En la actualidad el lago es bastante visitado, principalmente por excursionistas, si bien lo son aún más las cuevas de los alrededores. Los caminos que parten de la carretera son angostos e invitan al paseo deportivo y cultural al mismo tiempo.